# Tatsuya Shiji
Tatsuya Shiji (Japó, 20 d'octubre de 1938), és un exfutbolista japonès.

## Selecció japonesa
Tatsuya Shiji va disputar 1 partits amb la selecció japonesa.